# ジョージ・ペリー (作曲家)
ジョージ・フレデリック・ペリー（George Frederick Perry 1793年 - 1862年3月4日）は、イギリスのヴァイオリニスト、オルガニスト、作曲家。オペラやオラトリオに作品を残した。ヘイマーケット・シアターで音楽監督を務め、後にセイクリッド・ハーモニック協会の管弦楽団でコンサートマスターとなった。

## 若年期
1793年にノリッジに生まれた。父はろくろ師であり、ジョン・クリスマス・ベックウィズの下で毎年大聖堂で開催されるオラトリオの上演に参加するバス歌手であった。ペリーはベックウィズを通じて大聖堂の合唱隊に加わり、その音楽の才能が認められるようになった。地元でヴァイオリンとピアノ、さらに和声と作曲を学んだ。
1818年頃、ノリッジの王立劇場の管弦楽団でコンサートマスターに就任すると、楽団は高い評判を得るようになる。『エイベルの死』（The Death of Abel、ノリッジ劇場のジョージ・ベネットのテクスト）を作曲、初演はノリッジで行われ、その後の1841年と1845年にはセイクリッド・ハーモニック協会でも再演された。劇場での職を得た直後にはジェームズ・プランプトリのテクストにより、別のオラトリオ『イライジャとベイアルの僧侶』（Elijah and the Priests of Baal）を書いている。

## ヘイマーケット・シアター
1822年頃、ロンドンのヘイマーケット・シアターの音楽監督に任用され、数多くのオペラを作曲した。トーマス・ジョン・ディブディンのリブレットによるコミックオペラ『朝、昼と夜』（Morning, Noon, and Night）はキャストにルシア・エリザベス・ヴェストリスも加え、1822年9月9日に初演を迎えた。
数年後、ヘンリー・ハート・ミルマンの詩からテクストを集める形で、オラトリオ『エルサレムの秋』（The Fall of Jerusalem）が制作された 。このオラトリオからの1曲、『清らかなるかな、花々は』（Fair are the flowers）には1828年に次のような論評が寄せられている。「この歌にはおそらく斬新であったり驚くような着想が含まれているとは言えない。しかし、決して凡庸ではない。なぜならそこには良い趣味が溢れ、それらが一様に本作が日々生まれる楽曲の常道に堕することを防いでいるからである。」
ヘイマーケット・シアターでの職に就いたままケベック教会のオルガニストに就任、後の1846年にはグレイズ・イン・ロードにあるトリニティ教会のオルガニストとなった。

## セイクリッド・ハーモニック協会
1832年にアマチュアの合唱団体であるセイクリッド・ハーモニック協会がロンドンに設立され、ペリーが管弦楽団のコンサートマスターに就任した。同団は宗教的作品、とりわけゲオルク・フリードリヒ・ヘンデルの楽曲を演奏した。1833年1月15日の第1回コンサートではペリーのオラトリオ『エルサレムの秋』と『エイベルの死』からの抜粋がプログラムに載った。1836年から同団はロンドンのエクセター・ホールで演奏会を開くようになる。ペリーは1848年まで協会との関係を保ち、その期間に演奏会を不在にすることは一度もなかった。
1847年にはペリーが同オーケストラを率い、メンデルスゾーンの『エリヤ』の改訂版を作曲者自身の指揮によりロンドン初演した。『タイムズ』紙はこう述べている。「コンサートマスターのペリー氏はフィドルの弓により、指揮者の視界を遮りかつ楽器奏者の注意を混乱させるような形で拍を刻み続けた。」
1838年のエクセター・ホールでの、管弦楽の「熱烈、熱狂的なコンサートマスター」であるペリー率いる同協会の『エルサレムの秋』の演奏は、次のように評されている。「全般的な欠点は劇的感情の欠如であった（中略）音楽は登場人物が具現化される情熱の表現であるべき箇所でもあまりに大人しく、緩慢なのだ（中略）楽曲が書かれた様式は、ペリー氏が合唱音楽をつぶさに知っていることの明白な証明となる（中略）多くの楽章は、驚くような美しさを示さぬにせよ、目立った弱点は見せない（中略）合唱によるフーガ群は精巧には機能していないが、そこには目的とするものの堅実さ、概要の簡素さが表現されており、それは称賛に値するものである（略）。」
ペリーは他にもオラトリオ『ヒゼキア』（Hezekiah 1847年）、宗教的カンタータ『ベルシャザールの饗宴』（1836年）、管弦楽伴奏つき祝典頌歌、ヴィクトリア女王即位に寄せる『Blessed be the Lord thy God』（1838年）を作曲している。『王女誕生に寄せる謝恩頌歌』（Thanksgiving Anthem for the Birth of the Princess Royal 1840年）はセイクリッド・ハーモニック協会の演奏により大きな成功を収めた。オーケストラと合唱は500人を数え、独唱者にはカラドリ＝アランを迎えた。ペリーは多数のヘンデル作品に追加の伴奏を書いており、それ以外にも多くのピアノ譜を制作した。
1862年3月4日に他界、ケンザル・グリーン墓地に埋葬された。

## 作曲法
ペリーのまごうことなき才能は、彼に創造よりも模倣を可能にした。その能弁さは彼の作品の性格にとっては悲劇であった。伝えられるところによると、ペリーは総譜を完成する前に記憶を頼りに大きな作品のパート譜を書き出していくのが習慣であったという。また、4作品、5作品にのぼる数の楽曲を並行して作曲することが頻繁にあり、ひとつのページのインクが乾くのを待つ間に別のページを書いていたと言われる。